# Jaszkowo (powiat śremski)

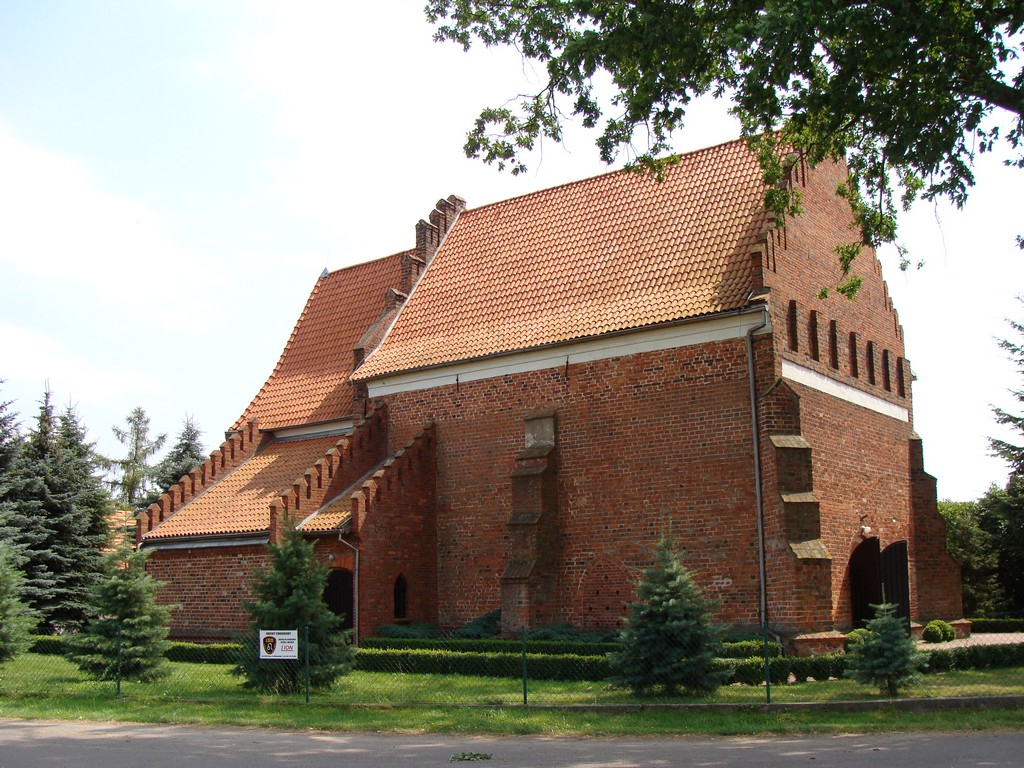
Kościół św. Barbary

Jaszkowo – wieś w Polsce położona w województwie wielkopolskim, w powiecie śremskim, w gminie Brodnica. W latach 1975–1998 miejscowość należała administracyjnie do województwa poznańskiego.

## Położenie
Wieś położona nad Wartą na lewym brzegu, 6 km na wschód od Brodnicy i 8 km na północny zachód od Śremu, przy drodze powiatowej nr 4062 z Iłówca przez Brodnicę do Psarskie.

## Historia
Pierwsza wzmianka o wsi pochodzi z 1266 i wspomina Chwalimira, właściciela wsi, który przekazał ją na rzecz katedry poznańskiej. Potwierdzone jest to w dokumentach Przemysła II z 1278. Od 1397 majątek przeszedł w ręce Borków. Kolejnymi właścicielami byli: Katarzyna Jaszkowska, Jerzy Lwowski, Andrzej Mierosławski, a w latach 1784-1939 rodzina Szołdrskich. W 1856 Edmund Bojanowski, działacz religijny i charytatywny, otworzył nowicjat zgromadzenia Sióstr Służebniczek Niepokalanego Poczęcia Najświętszej Marii Panny. Od 11 sierpnia 1871 do 11 sierpnia 1930 r. jego ciało spoczywało w kościele św. Barbary w Jaszkowie, o czym informuje tablica pamiątkowa, a następnie jego szczątki zostały przeniesione do sarkofagu w przyklasztornej kaplicy w Luboniu-Żabikowie (po beatyfikacji Bojanowskiego w 1999 r. kaplica ta została oficjalnie uznana za jego sanktuarium). Obecnie w budynku dawnej plebanii w Jaszkowie znajduje się Izba Pamięci bł. E. Bojanowskiego.

## Zabytki
Zabytkami wsi prawnie chronionymi są:
- Kościół św. Barbary - późnogotycki, z poł. XV wieku[4];
- Zespół dworski z XIX wieku:
  - dwór z 1912-1920, projektu Stanisława Mieczkowskiego,
  - park krajobrazowy o powierzchni 2,73 ha z dębami szypułkowymi o obwodzie do 530 cm,
  - brama wjazdowa,
  - oficyna (czworak).

W zespole dworskim mieści się Centrum Hipiki Antoniego Chłapowskiego.